# Toy Boy (serie televisiva)
Toy Boy è una serie televisiva spagnola prodotta da Atresmedia e Plano a Plano, andata in onda su Antena 3 dal 25 settembre 2019 e distribuita in Italia da Netflix.

## Trama
Prima stagione
Hugo Beltrán González (Jesús Mosquera) è uno spogliarellista giovane, bello e spensierato. Una mattina presto si sveglia su una barca a vela, dopo una notte di feste ed eccessi, accanto al cadavere bruciato di un uomo, presumibilmente quello del marito di Macarena Medina de Solís, sua amante (Cristina Castaño), una donna matura e potente con cui aveva avuto una torrida relazione sentimentale ad alta tensione sessuale. Hugo non ricorda nulla di quanto accaduto la notte del delitto, ma è sicuro di non essere lui l'assassino, ma la vittima di una macchinazione per accusarlo. Dopo un rapido processo, viene condannato a quindici anni di carcere.
Sette anni dopo, in carcere, riceve la visita di Triana Marín (María Pedraza), una giovane avvocatessa che, rappresentando un importante studio legale, si offre di aiutarlo, riapre il caso e cerca di dimostrare la sua innocenza in un nuovo processo. Sebbene Hugo diffida dell'offerta, Triana ottiene l'annullamento della sentenza e viene rilasciata dal carcere, in libertà vigilata e in attesa di un nuovo processo in cui dovranno provare la loro innocenza.
Da questo momento in poi, Triana e Hugo devono lavorare insieme per cercare di sbrogliare un complesso complotto che ha portato in galera un innocente. Un rapporto non facile, visto che appartengono a mondi diametralmente opposti.
Lei è un avvocato laborioso, responsabile e brillante con un futuro promettente. Lui, padrone della notte, ex carcerato e considerato assassino da tutti tranne che da se stesso e assetato di vendetta.
Seconda stagione
Hugo è riuscito a dimostrare la sua innocenza per l'omicidio di Philip Norman, ma i nemici che si è fatto nel processo hanno voluto riscuotere il suo debito. Una bomba a Inferno ha infranto i sogni dei Toy Boys e ha lasciato Triana sull'orlo della morte. E Hugo non può permettere al responsabile di farla franca.
Ma chi poteva essere? Sebbene le ferite tra i Rojas e i Medina siano ancora aperte, sembra che per il momento abbiano seppellito l'ascia di guerra. Macarena è scomparsa dalla città per disintossicarsi dalla dipendenza dal sesso in una clinica, il commissario Zapata è andato in pensione e Benigna è troppo impegnata a mantenere il controllo di Medina-Rojas.
Tutto fa pensare che l'assassino di Triana sia all'One Per Cent, il nuovo club di striptease di lusso di Marbella. Così i Toy Boys iniziano a ballare lì, pronti a scoprire la verità. Ma il signore del crimine Leonardo Giallo "Il Turco" e sua sorella Rania, i proprietari del locale, non sono disposti a far scoprire a nessuno i segreti del loro locale. Dopotutto, è impossibile costruire un impero sulla Costa del Sol senza sporcarsi le mani di sangue.

## Episodi
| Stagione         | Episodi | Prima TV originale | Pubblicazione in italiano |
| ---------------- | ------- | ------------------ | ------------------------- |
| Prima stagione   | 13      | 2019               | 2020                      |
| Seconda stagione | 8       | 2021               | 2022                      |

## Produzione

### Riprese
La serie è ambientata in Costa del Sol, luogo dove sono state effettuate le riprese. Le località principali utilizzate sono Malaga, Fuengirola, Vélez-Málaga, Torremolinos, Mijas, Marbella, Estepona e Benalmádena.

## Accoglienza
La serie ha avuto uno scarso successo in Spagna dove ha chiuso con 1,1 milioni di spettatori, cifra modesta per una prima serata di Antena 3 e ha ottenuto recensioni per lo più negative dai critici che l'hanno descritta come confusionaria e incoerente relativamente alla trama. Al suo approdo sulla piattaforma di streaming Netflix il 28 febbraio 2020 la serie ha riscosso però un discreto interesse approdando nella Top 10 dei programmi più visti sulla piattaforma in vari Paesi come Stati Uniti, Argentina, Grecia, India e Italia e rimanendovi per diverse settimane, nonostante la visione fosse disponibile solo in lingua originale con sottotitoli non essendo stata doppiata e senza alcun tipo di promozione.